# ジェイムズ・ヘイ (第15代エロル伯爵)

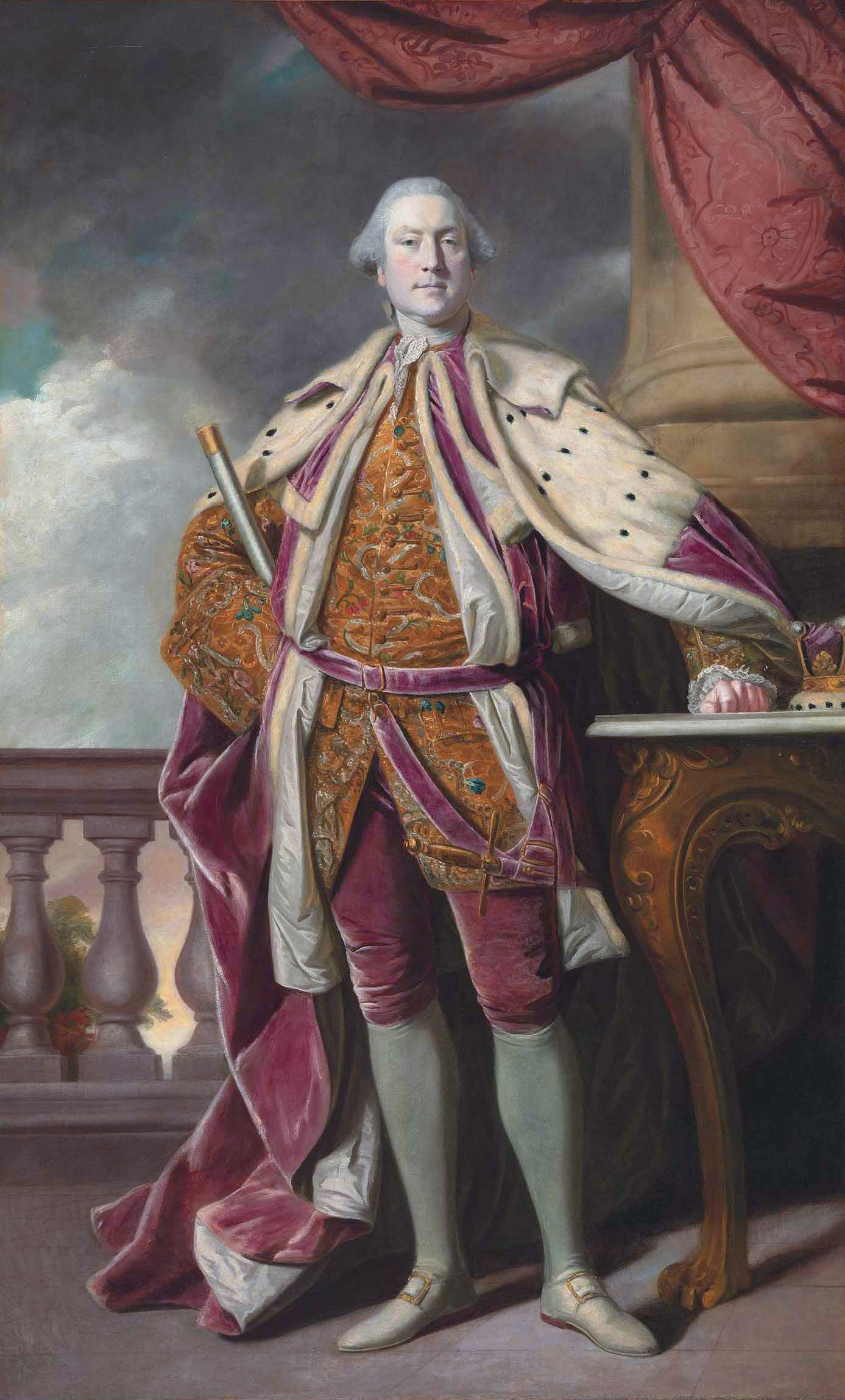
第15代エロル伯爵の肖像画(ジョシュア・レノルズ)

第15代エロル伯爵ジェイムズ・ヘイ（英: James Hay, 15th Earl of Erroll、1726年4月20日 - 1778年7月3日）は、イギリス・スコットランドの貴族。

## 経歴
1726年4月20日、第4代キルマーノック伯爵ウィリアム・ボイドとその妻アン(第5代リンリスゴー伯爵ジェイムズ・リビングストンの娘)の息子としてスコットランドのフォルカークに生まれる。初名はジェイムズ・ボイドだった。
後継ぎの兄が死去した1728年から父が爵位を接収される1746年までボイド卿 (Lord Boyd) の儀礼称号を使用した。父はジャコバイトに加担した廉で1746年に大逆罪で有罪となり、処刑のうえキルマーノック伯爵位も没収されたので、ジェイムズは父から爵位を継承できなかった（ただしキルマーノックの土地は相続した）。
1758年8月19日には大叔母の第14代エロル女伯爵メアリー・ヘイからスコットランド貴族爵位の第15代エロル伯爵位を継承した。この継承に際してジェイムズ・ヘイに改姓した。
1751年から1752年にかけてフリーメイソンのスコットランド・グランドロッジ・グランドマスターを務めた。
1770年から1774年にかけてスコットランド貴族の貴族代表議員として貴族院議員に列した。議員としての所属政党はトーリー党だった。
1778年7月3日に死去した。

## 栄典

### 爵位
- 1758年8月19日、第15代エロル伯爵 (15th Earl of Erroll)
(1452年創設スコットランド貴族爵位)
- 1758年8月19日、第16代ヘイ卿 (16th Lord Hay)
(1430年創設スコットランド貴族爵位)[2]

## 家族
1749年にレベッカ・ロックハートと結婚し、彼女との間に1女メアリー（1754年 – ?）を儲けた。彼女は陸軍将校ジョン・スコットと結婚した。
1761年にレベッカと死別し、翌1762年にイザベラ・カー（1747年 – 1808年）と再婚した。彼女との間に3男9女を儲けた。長男ジョージ（1767年 - 1798年）は第16代エロル伯爵、次男ウィリアム（1772年 - 1819年）は第17代エロル伯爵位を継承した。
また次女シャーロット（1763年 – 1800年）はウィリアム・ホルウェルと、四女オーガスタ（1766年 - 1822年）は第4代グラスゴー伯爵ジョージ・ボイルと、五女マーガレット（1769年 – 1832年）はチャールズ・キャメロンと結婚した。